# Liste der Naturdenkmale in Brandenburg an der Havel
Die Liste der Naturdenkmale in Brandenburg an der Havel nennt die Naturdenkmale in der kreisfreien Stadt Brandenburg an der Havel in Brandenburg.

## Naturdenkmale
In den Spalten befinden sich folgende Informationen:
- Nr.: Identifizierungsnummer nach veröffentlichter Liste. Sie wird von der unteren Naturschutzbehörde des Landkreises oder der kreisfreien Stadt vergeben. Wenn sie bekannt ist, wird sie angegeben. In dieser Spalte kann sich zusätzlich das Wort Wikidata befinden, der entsprechende Link führt zu Angaben zu diesem Naturdenkmal bei Wikidata.
- Bezeichnung: Benennung des Naturdenkmals, in der Regel wird bei Bäume die Baumart genannt. Bekannte Eigennamen werden mit angegeben.
- Gemarkung: Ort oder Gemarkung, in der sich das Naturdenkmal befindet
- Lage: Nennt die Lage des Naturdenkmals im jeweiligen Ortsteil und die geografischen Koordinaten des Naturdenkmals. Link zu einem Kartenansichtstool, um Koordinaten zu setzen. In der Kartenansicht sind Naturdenkmale ohne Koordinaten mit einem roten beziehungsweise orangen Marker dargestellt und können in der Karte gesetzt werden. Denkmale ohne Bild sind mit einem blauen bzw. roten Marker gekennzeichnet, Denkmale mit Bild mit einem grünen beziehungsweise orangen Marker.
- Beschreibung: die Beschreibung des Naturdenkmales
- Schutzzweck: Erläutert den Grund der Unterschutzstellung
- Bild: Zeigt ein Bild des Naturdenkmales und gegebenenfalls ein Link zu weiteren Fotos im Medienarchiv Wikimedia Commons

| Bild                                    | Bezeichnung                                          | Lage                                                                                                  | Beschreibung                                                                               | Schutzzweck | Nummer |
| --------------------------------------- | ---------------------------------------------------- | --- | ------------------------------------------------------------------------------------------ | ----------- | ------ |
| Weitere Bilder Fotos hochladen          | Sumpfzypressenallee (Taxodium distichum)             | Grillendamm (52° 25′ 2,4″ N, 12° 33′ 53,8″ O)                                                         | über 170 Jahre alte Allee mit in Nordamerika heimischen Echten Sumpfzypressen              |             | ND 1   |
| Weitere Bilder Fotos hochladen          | Eibe (Taxus baccata)                                 | Dom, Straßendreieck Domlinden/Hevellerstraße auf der Dominsel (52° 24′ 55,5″ N, 12° 34′ 6,7″ O)       | ca. 300 bis 400 Jahre alt; 1930 als Naturdenkmal ausgewiesen                               |             | ND 2   |
| Fotos hochladen                         | 13 Platanen (Platanus x hispanica)                   | Altstadt, (52° 24′ 47,6″ N, 12° 33′ 2,4″ O)                                                           | Ostseite Bergstraße, bei den Wallanlagen gelegen                                           |             | ND 3   |
| Fotos hochladen                         | Ginkgobaum (Ginkgo biloba)                           | Hof Hauptstraße 32 / Wollenweberstraße (52° 24′ 34,3″ N, 12° 33′ 33,3″ O)                             | Zugänglich über Parkplatz BRAWAG                                                           |             | ND 4   |
| Fotos hochladen                         | Eiche (Quercus robur)                                | Ziesarer Landstraße (52° 23′ 14,3″ N, 12° 31′ 50,3″ O)                                                |                                                                                            |             | ND 5   |
| Fotos hochladen                         | 19 Eichen (Quercus robur)                            | Südrand des Malgefenns (52° 22′ 10,6″ N, 12° 28′ 35,8″ O)                                             |                                                                                            |             | ND 6   |
| Weitere Bilder Fotos hochladen          | Eiche (Quercus robur)                                | Bohnenland, nördlich Forsthaus Bohnenland (52° 28′ 15,4″ N, 12° 30′ 7,1″ O)                           | Geschützt seit 8. Dezember 1934, umgestürzt am 13. November 2015                           |             | ND 7   |
| Fotos hochladen                         | Eiche (Quercus robur)                                | Plauer Weg nahe Bohnenländer See (52° 27′ 58,8″ N, 12° 30′ 11″ O)                                     |                                                                                            |             | ND 8   |
| BW                                      | 2 Ginkgobäume (Ginkgo biloba)                        | Havelstraße (Privatgelände) (52° 24′ 32,8″ N, 12° 33′ 19,4″ O)                                        | nur noch ein Baum, der andere wurde im Jahr 2003 gefällt                                   |             | ND 9   |
| Fotos hochladen                         | Ginkgobaum (Ginkgo biloba)                           | Havelstraße (Privatgelände) (52° 24′ 32,4″ N, 12° 33′ 17,3″ O)                                        |                                                                                            |             | ND 10  |
| Fotos hochladen                         | Ginkgobaum (Ginkgo biloba)                           | Neustadt, Hof Altenpflegeheim Neustädtische Heidestraße (52° 24′ 20,2″ N, 12° 33′ 42,2″ O)            |                                                                                            |             | ND 11  |
| Fotos hochladen                         | Platane (Platanus x hispanica)                       | Altstadt, Nicolaiplatz (52° 24′ 39,9″ N, 12° 32′ 58,3″ O)                                             |                                                                                            |             | ND 12  |
| Fotos hochladen                         | Platane (Platanus x hispanica)                       | Vor dem Hauptbahnhof (52° 24′ 5″ N, 12° 34′ 0,1″ O)                                                   |                                                                                            |             | ND 13  |
| Fotos hochladen                         | Platane (Platanus x hispanica)                       | Neustadt, KITA Grabenstraße (52° 24′ 36,4″ N, 12° 33′ 28,4″ O)                                        |                                                                                            |             | ND 14  |
| Fotos hochladen                         | 6 Platanen (Platanus x hispanica)                    | Plaue, Schlossstraße (52° 24′ 30,2″ N, 12° 25′ 12,7″ O)                                               |                                                                                            |             | ND 15  |
| Fotos hochladen                         | Platanenallee (Platanus x hispanica)                 | Kirchmöser, Unter den Platanen (52° 23′ 30,1″ N, 12° 24′ 38,2″ O)                                     |                                                                                            |             | ND 16  |
| Fotos hochladen                         | Pyramideneiche (Quercus robur „Fastigiata“)          | Altstadt, Nicolaiplatz (52° 24′ 40″ N, 12° 32′ 58,1″ O)                                               |                                                                                            |             | ND 17  |
| Fotos hochladen                         | 2 Pyramideneichen (Quercus robur „Fastigiata“)       | Gertrud-Piter-Platz (52° 24′ 42,5″ N, 12° 32′ 46,7″ O)                                                |                                                                                            |             | ND 18  |
| Fotos hochladen                         | Stieleiche (Quercus robur)                           | Neustadt, Parkplatz Grabenstraße 4 (52° 24′ 35,6″ N, 12° 33′ 24,1″ O)                                 |                                                                                            |             | ND 19  |
| Fotos hochladen                         | Eichenallee (Quercus robur)                          | Schmöllner Weg (52° 22′ 39″ N, 12° 30′ 13″ O)                                                         |                                                                                            |             | ND 20  |
| BW                                      | Hängebuche (Fagus sylvatica „Pendula“)               | Domlinden (Privatgelände) (52° 24′ 50,4″ N, 12° 33′ 59,4″ O)                                          |                                                                                            |             | ND 21  |
| BW                                      | Schlitzblättrige Buche (Fagus sylvatica „Laciniata“) | Havelstraße (Privatgelände) (52° 24′ 49,7″ N, 12° 34′ 7″ O)                                           |                                                                                            |             | ND 22  |
| Direkt Bild zu diesem Denkmal hochladen | Goldulme (Ulmus minor „Wredei“)                      | Havelstraße ()                                                                                        | Der Baum war 2021 bereits abgestorben                                                      |             | ND 23  |
| BW                                      | Gleditschien (Gleditsia triacanthos)                 | Plaue, Bornufer bzw. Genthiner Straße (52° 24′ 32,4″ N, 12° 25′ 18,1″ O)                              | die beiden letzten Altbäume wurden im Dezember 2022 gefällt                                |             | ND 24  |
| Direkt Bild zu diesem Denkmal hochladen | Sumpfzypresse (Taxodium distichum)                   | Sandfurthgraben ()                                                                                    | der abgestorbene Baum wurde im Jahr 2013 gefällt                                           |             | ND 25  |
| Fotos hochladen                         | Rosskastanie Ecke St. Petri/Domlinden                | Stadtteil Dom, Straßendreieck St. Petri/Domlinden auf der Dominsel (52° 24′ 50,2″ N, 12° 33′ 59,1″ O) |                                                                                            |             | ND 26  |
| BW                                      | Blasenbaum (Koelreuteria paniculata)                 | Kurt-Wabbel-Straße (52° 25′ 14,5″ N, 12° 33′ 30,6″ O)                                                 | Ende Januar 2023 gefällt                                                                   |             | ND 27  |
| Fotos hochladen                         | Eibe (Taxus baccata)                                 | Nicolaiplatz (Puschkinpark) (52° 24′ 32,5″ N, 12° 32′ 49,4″ O)                                        |                                                                                            |             | ND 28  |
| Weitere Bilder Fotos hochladen          | Alte Linde vor dem Altstädtischen Rathaus            | Altstadt, zwischen Am Huck und Altstädtischem Rathaus mit Roland (52° 24′ 50,6″ N, 12° 33′ 13,5″ O)   |                                                                                            |             | ND 29  |
| BW                                      | Platane (Platanus x hispanica)                       | DRK Kinderdorf Magdeburger Landstraße (Privatgelände) (52° 24′ 51,8″ N, 12° 31′ 34,3″ O)              |                                                                                            |             | ND 30  |
| Fotos hochladen                         | Platane (Platanus x hispanica)                       | Weseramer Straße/Krakauer Landstraße (Privatgelände) (52° 25′ 20,7″ N, 12° 34′ 50,1″ O)               |                                                                                            |             | ND 31  |
| Direkt Bild zu diesem Denkmal hochladen | Rotbuche (Fagus sylvatica)                           | Krakauer Landstraße ()                                                                                | gefällt am 29. Februar 2012                                                                |             | ND 32  |
| Direkt Bild zu diesem Denkmal hochladen | Sumpfeiche (Quercus palustris)                       | Krakauer Landstraße ()                                                                                | im Jahr 1997 umgestürzt                                                                    |             | ND 33  |
| Direkt Bild zu diesem Denkmal hochladen | Esskastanie (Castanea sativa)                        | Insel Kiehnwerder, Nähe Zeltplatz Kiehnwerder-Süd ()                                                  |                                                                                            |             | ND 34  |
| Fotos hochladen                         | Mammutbaum (Metasequoia glyptostroboides)            | Fritze-Bollmann-Weg (Privatgelände) (52° 26′ 29,5″ N, 12° 33′ 36,5″ O)                                |                                                                                            |             | ND 35  |
| BW                                      | Platane (Platanus x hispanica)                       | Neuendorf, Am Anger (52° 23′ 42″ N, 12° 30′ 32,4″ O)                                                  | im Jahr 2011 gefällt                                                                       |             | ND 36  |
| Fotos hochladen                         | Platane (Platanus x hispanica)                       | Krakauer Straße (52° 25′ 9,2″ N, 12° 34′ 9,7″ O)                                                      |                                                                                            |             | ND 37  |
| Direkt Bild zu diesem Denkmal hochladen | 2 Eiben (Taxus baccata)                              | Klein Kreutz, Am alten Weinberg (Privatgelände) ()                                                    |                                                                                            |             | ND 38  |
| Fotos hochladen                         | Walnußallee (Juglans regia)                          | Klein Kreutz, Klein Kreutzer Havelstraße (52° 26′ 3,8″ N, 12° 37′ 36,8″ O)                            |                                                                                            |             | ND 39  |
| BW                                      | 2 Eichen (Quercus robur)                             | Mahlenzien, westlich des Ortes (52° 19′ 29,3″ N, 12° 26′ 17,5″ O)                                     | ursprünglich 3 Eichen, ein Baum ist am 7. Oktober 2017 auseinandergebrochen und umgestürzt |             | ND 40  |

## Sehenswerte Bäume
Die Stadt Brandenburg an der Havel erwähnt auf ihrer Homepage unter der sogenannte Naturdenkmalringwanderung weitere Bäume, die nicht geschützt aber als sehenswert bezeichnet werden. Diese sind hier ebenfalls aufgeführt.

| Bild                           | Bezeichnung                                          | Lage | Beschreibung | Schutzzweck | Nummer |
| ------------------------------ | ---------------------------------------------------- | --- | ------------ | ----------- | ------ |
| Fotos hochladen                | Stieleiche Schulhof Domkietz                         | Domkietz 5, Schulhof der Ev. Oberschule und des Ev. Gymnasiums am Dom zu Brandenburg (52° 24′ 46,7″ N, 12° 33′ 51,8″ O) |              |             |        |
| Fotos hochladen                | Walnussbaum Garten Neustädtische Fischerstraße       | Neustadt, im Biergarten eines Restaurants (52° 24′ 39″ N, 12° 33′ 57″ O)                                                |              |             |        |
| Fotos hochladen                | Gruppe Esskastanien (Maronen) Parkplatz Paulikloster | Neustadt, Parkplatz am Paulikloster (52° 24′ 24,4″ N, 12° 33′ 46,9″ O)                                                  |              |             |        |
| Fotos hochladen                | Platanen am Theaterpark                              | Neustadt, Theaterpark (52° 24′ 25,5″ N, 12° 33′ 23,1″ O)                                                                |              |             |        |
| Weitere Bilder Fotos hochladen | Pappel an der Studiobühne                            | Neustadt, an der Studiobühne des Brandenburger Theater (52° 24′ 26,8″ N, 12° 33′ 18,7″ O)                               |              |             |        |

## Quelle
- Ringwanderung Naturdenkmale, Fassadenbegrünung und Dachbegrünung, Flyer der Stadt Brandenburg. Abgerufen am 5. Februar 2021.
- Stadt Brandenburg: Naturdenkmale in der Stadt Brandenburg an der Havel (Stand: 31. März 2021). Abgerufen am 17. Juni 2023.